# 12280 Реймс
12280 Реймс (12280 Reims) — астероїд головного поясу, відкритий 16 листопада 1990 року.
Тіссеранів параметр щодо Юпітера — 3,342.
Назва від Реймса (фр. Reims) — міста та муніципалітет у Франції, у регіоні Шампань-Арденни, департамент Марна.